# Kut (term)
Kut is een pejoratieve term voor de vulva. Veelal wordt het woord echter ingezet als krachtterm zonder een direct verband met genitaliën.

## Kut als krachtterm

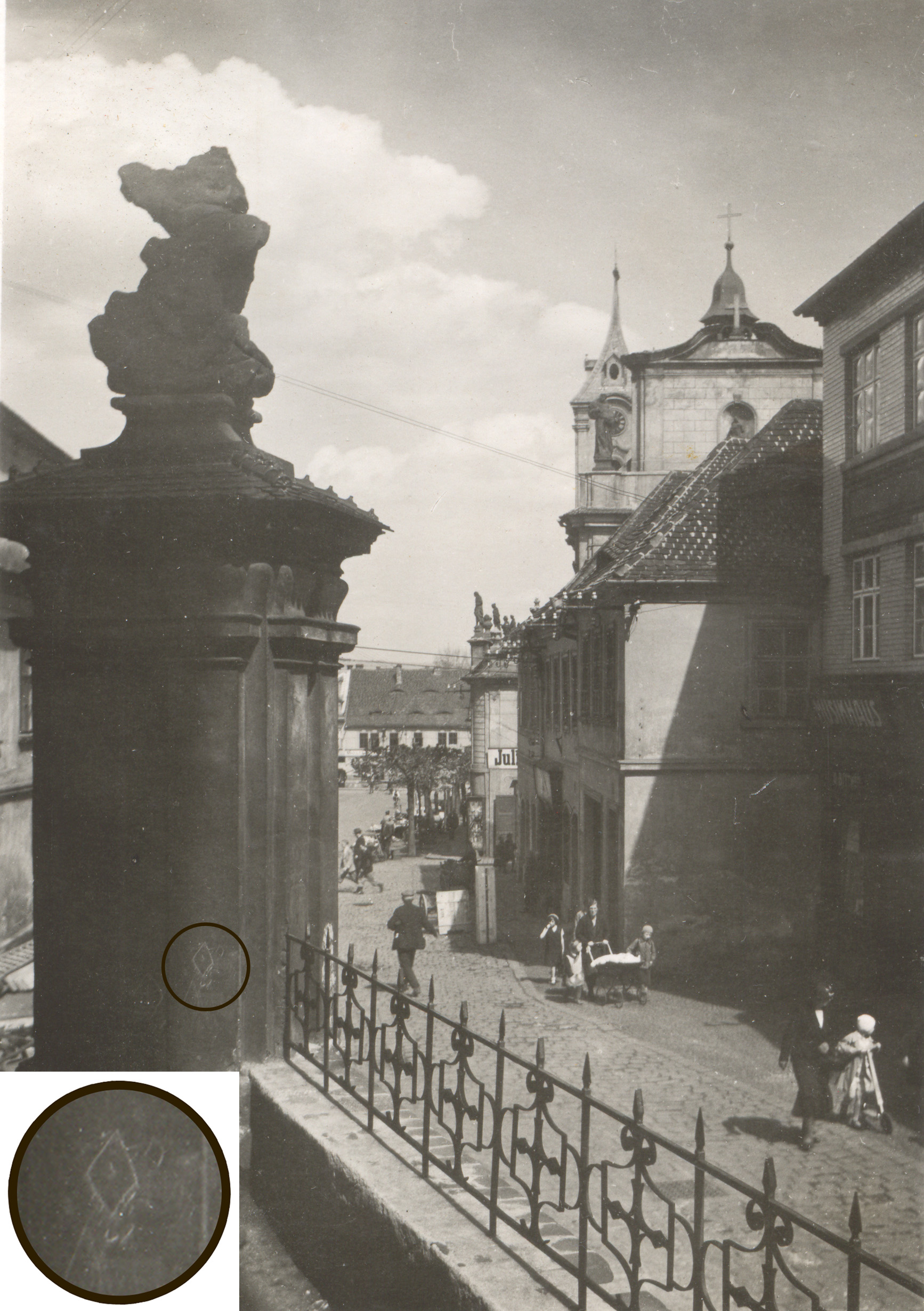
Het symbool van kut gebruikt bij graffiti

De term kut als symbool, voornamelijk in Tsjechië en Slowakije

Door de prikkelende waarde die uitgaat van geslachtsgemeenschap en alles wat daarmee samenhangt, rust er vanouds een taboe op het gebruik van woorden voor geslachtsdelen. Het woord is evenwel al lang in gebruik. Op zoek naar de oorsprong is het in verband gebracht met het Gotische qiþus en het Oudengelse cwyðða, die allebei moederschoot betekenen. Anderen hebben een direct of zijdelings verband met kot voorgesteld. Als een dergelijk verband er is, moet het woord al redelijk vroeg naar de platte volkstaal verbannen zijn, want zulke vergelijkingen zijn buiten dit beperkte gebruik zeer ongewoon. De exacte etymologie is nooit geheel vastgesteld. Het Etymologisch woordenboek van het Nederlands spreekt daarom ook over de mogelijkheid dat de term uit een substraattaal komt.
Het woord kont is vermoedelijk een genasaliseerde variant van kut die in de zeventiende eeuw nog als synoniem werd gebruikt, maar sindsdien langzaam in betekenis verschoof, aanvankelijk tot aars, later tot zitvlak. Opmerkelijk is dat het woord kont in de loop van de jaren steeds aanvaardbaarder werd, terwijl kut als onverminderd 'grof' werd beschouwd. Dit kan vergeleken worden met het Engelse cunt, dat echter nog steeds kut betekent. Cunt en kont zijn hierdoor valse vrienden geworden.
Om het woord kut te vermijden kunnen in plaats daarvoor de woorden kwalitatief uitermate teleurstellend (kut) worden gebruikt. De goede verstaander weet dat de spreker het woord kut in de gegeven omstandigheden wil vermijden.
In de tweede helft van de twintigste eeuw werd het woord populair als krachtterm die qua intentie min of meer gelijkstaat aan shit, Scheiße, merde en mierda uit andere talen en als aanzienlijk minder aanstootgevend wordt ervaren dan vloeken als 'godverdomme' of als verwensingen bedoelde ziekten als kanker, tering en tyfus. In studentenmilieus werd de uitdrukking volkomen kut populair, bedoeld als komische tegenstelling tussen het formele volkomen en het platte kut. Waar het gebruik van het woord kut, zelfstandig of als voorvoegsel, lang taboe was in de dagelijkse omgangstaal, wordt het woord sinds het begin van de 21e eeuw door jongeren – ook door meisjes – zonder gêne gebruikt.
Het woord wordt ook gebruikt als voorvoegsel om de pejoratieve lading over te dragen op willekeurig ieder woord. Als exemplarisch voor het kwetsende karakter is het woord kut-Marokkaan sinds 2002 een eigen leven gaan leiden in de media.
Aanstootgevende lettercombinaties van twee of drie letters worden vermeden bij de uitgifte van Nederlandse kentekenplaten voor motorvoertuigen. De lettercombinatie KUT zal men dan ook niet aantreffen.

## Kut als naam
Het Kunst Uitschot Team is een spraakmakend kunstenaarscollectief, actief in het spontaan plaatsen van de beeldhouwwerkwerken in de openbare ruimte in en rond Leiden. Het eerste beeld, dat de aanleiding vormde tot de oprichting van de groep, was de Venus van Leiden, twee jaar na eerste plaatsing alsnog onthuld op 25 augustus 2006 door de verantwoordelijk wethouder John Steegh.
Oh kut is een gedicht van Jules Deelder, waarin hij een opsomming geeft van de vele synoniemen. Het zijn stuk voor stuk woorden van een lettergreep. Toen Herman Brood in 1996 vijftig jaar werd, zongen zij het vers in duet op zijn album 50 The Soundtrack.
Toen in 1986 de Katholieke Hogeschool Tilburg haar naam moest veranderen, nadat zij onder nieuwe wetgeving formeel een universiteit was geworden, is ervoor gekozen om de naam te veranderen in Katholieke Universiteit Brabant (KUB) om een aanstootgevende afkorting te voorkomen.